# Ashikaga Yoshihide
Ashikaga Yoshihide (足利 義栄?; 1538 – 28 ottobre 1568) è stato un militare giapponese.
Nipote di Ashikaga Yoshizumi, fu il quattordicesimo shōgun dello shogunato Ashikaga.
Supportato da Matsunaga Hisahide e dai seguaci di Miyoshi Nagayoshi, Yoshihide divenne Seii Taishōgun tre anni dopo la morte di suo cugino Yoshiteru. Tuttavia, a causa della situazione politica instabile, non fu in grado di insediarsi nella capitale Kyōto.
Nel settembre del 1568, dopo pochi mesi dalla sua nomina, Oda Nobunaga occupò Kyōto con il suo esercito e fece nominare il suo alleato Ashikaga Yoshiaki nuovo shōgun. Yoshihide morì di malattia poco dopo.